# 汪大受
汪大受（1502年—？），字叔可，號西潭、又号弘斋，直隸徽州府婺源縣人，民籍，明朝政治人物。

## 生平
嘉靖七年（1528年）戊子科應天府鄉試第一百二十四名舉人。嘉靖八年（1529年）中式己丑科會試第一百二十八名，登第二甲第十七名進士。选授翰林院庶吉士，授工部主事，榷杭州钞关，升兵部车驾司署员外郎。十二年八月升广西按察司佥事，十七年二月升广东右参议，值大军征安南，受命督饷，以功升福建按察司副使、布政司参政。预平剧贼莆铁古等巢有功，赐金绮，升本省左参政，二十九年二月升江西按察使，历浙江右布政、山东左布政，三十三年二月升为都察院右副都御史巡抚湖广。三十五年正月，南京科道官朱文汉、侯东莱等以考察论劾，遂被闲住。著有《西潭诗集》。

## 家族
曾祖汪敬，曾任戶部主事；祖父汪時偉；父汪文華，母程氏。慈侍下。兄大相、弟大赞。孙汪秉节、汪秉彝俱举人；汪秉元、汪秉忠俱进士。